# Pieve di San Geminiano
La pieve di San Geminiano, nota anche come pieve di Vicofertile, è un luogo di culto cattolico dalle forme romaniche situato in via Roma 86 a Vicofertile, piccola frazione alle porte di Parma, in provincia e diocesi di Parma; appartiene al gruppo delle pievi parmensi ed è sede di una parrocchia compresa nella zona pastorale della città.

## Storia
L'originario luogo di culto, sviluppato su una pianta a tre navate con abside centrale, fu edificato probabilmente nel IX secolo; di esso si conservano solo le antiche fondamenta.
All'inizio del XIII secolo la chiesa, collocata lungo la via Francigena, fu completamente ricostruita mantenendo l'impianto originario, ma aggiungendo due absidi al termine delle navate laterali; furono anche realizzati i pilastri a fascio interni, le arcate a tutto sesto, il portale e le finestre strombate.
L'Ecclesia Sancti Geminiani de Vicofertulo fu menzionata per la prima volta nel 1230 nel Capitulum seu Rotulus Decimarum della diocesi di Parma tra le dipendenze del Capitolo della Cattedrale di Parma, pur trovandosi all'interno del territorio amministrato dalla pieve di San Pancrazio.
Agli inizi del XIV secolo l'esonartece, utilizzato come riparo dai pellegrini di passaggio e durante i mercati, fu distrutto durante una battaglia e nel 1304 il Comune di Parma ne ordinò la ricostruzione. Il 13 maggio 1325 l'edificio fu profondamente danneggiato dalle truppe del signore di Milano Azzone Visconti, alleate dei Pallavicino; fu in seguito risistemato, con alcune modifiche alla facciata, cui furono aggiunti il rosone, la fascia sottogronda e i tre pinnacoli.
Forse nello stesso periodo il tempio ottenne la dignità battesimale, in quanto nella seconda metà del XIV secolo fu citato nell'Elenco delle 48 pievi della diocesi di Parma e delle altre 30 chiese battesimali tra gli edifici dotati di fonte battesimale; la chiesa fu successivamente elevata a sede pievana, come testimoniato dal resoconto della visita apostolica del vescovo Giovanni Battista Castelli del 1578.
A partire dal 1677 la chiesa fu completamente ristrutturata in forme barocche, sopraelevando i pavimenti, intonacando le pareti e aprendo ampie finestre; nel 1680 fu edificata la cappella destra dedicata al rosario e l'anno seguente fu realizzato l'altare maggiore; nel 1688 fu costruito un nuovo campanile, abbattendo l'abside al termine della navata sinistra; nel 1690 fu aggiunta la cappella sinistra intitolata all'angelo custode sul luogo della torre campanaria medievale; nel 1692 furono sostituite le capriate lignee di copertura con una serie di volte a crociera.
Tra il 1909 e il 1912 la pieve fu sottoposta a importanti lavori di ristrutturazione, volti a riportare alla luce il suo aspetto romanico, su progetto dell'architetto Lamberto Cusani; il cantiere fu riavviato nel 1926 e completato nel 1930, abbattendo le cappelle laterali seicentesche, eliminando tutti i decori barocchi, riabbassando la quota del pavimento, ricostruendo le absidi centrale e destra e riscoprendo gli antichi capitelli romanici. Nel corso dei lavori, furono rinvenute le fondazioni dell'edificio originario, più piccolo e dotato di una sola abside.
Intorno al 1950 la zona absidale fu liberata esternamente da alcuni corpi di fabbrica incongrui.
Tra il 1982 e il 1983 il campanile, danneggiato da un fulmine, fu interamente restaurato.
Nel 1997 fu demolita la grotta di Lourdes nella navata laterale, mentre l'anno seguente furono aggiunti un nuovo altare maggiore e l'ambone.
Tra il 2004 e il 2006 la chiesa fu sottoposta a un intervento di restauro conservativo, riguardante la facciata, i fianchi laterali, il tetto e il campanile; nel 2011 furono inoltre restaurati i basamenti dei pilastri a fascio.

## Descrizione

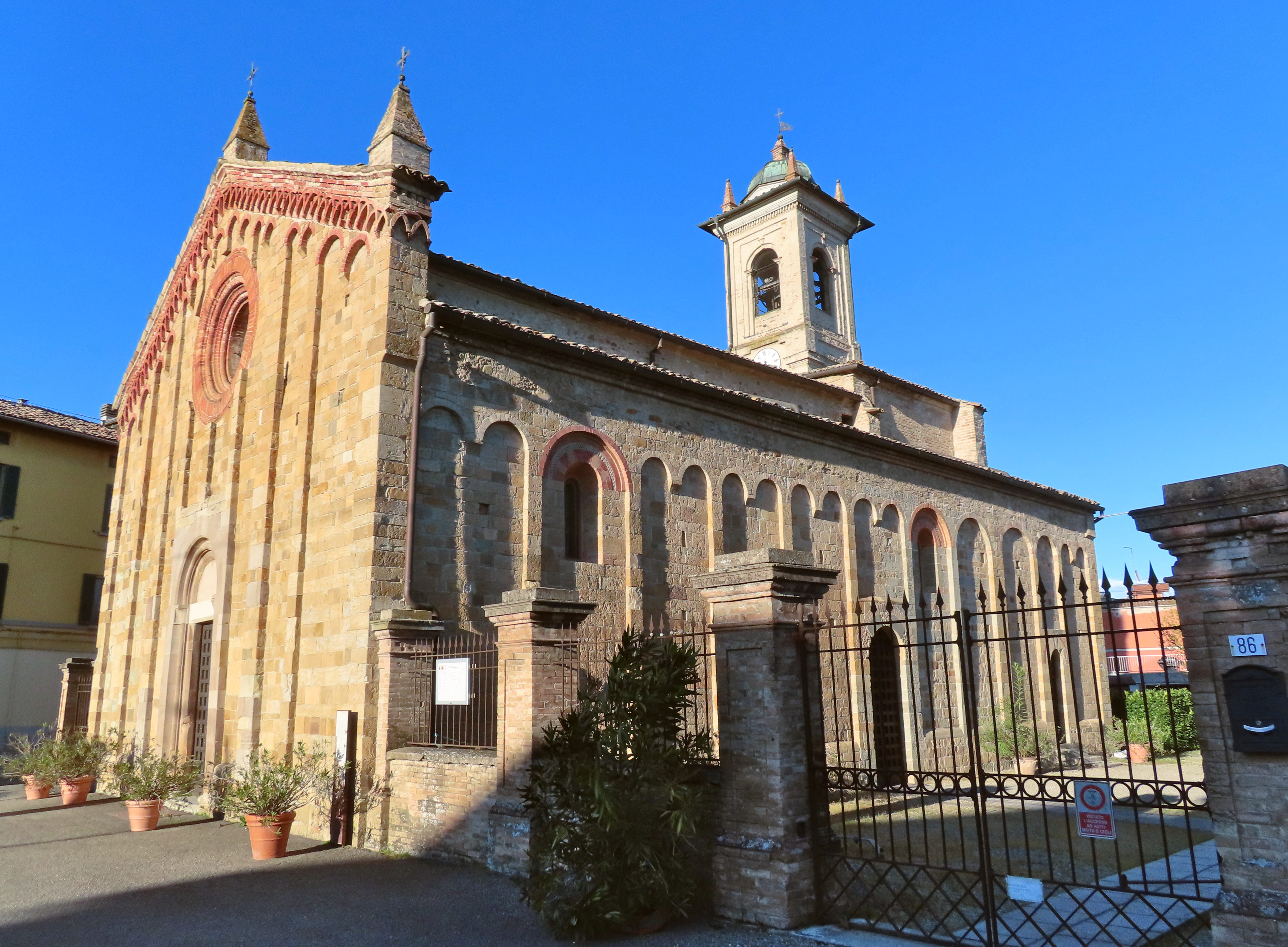
Facciata e lato sud

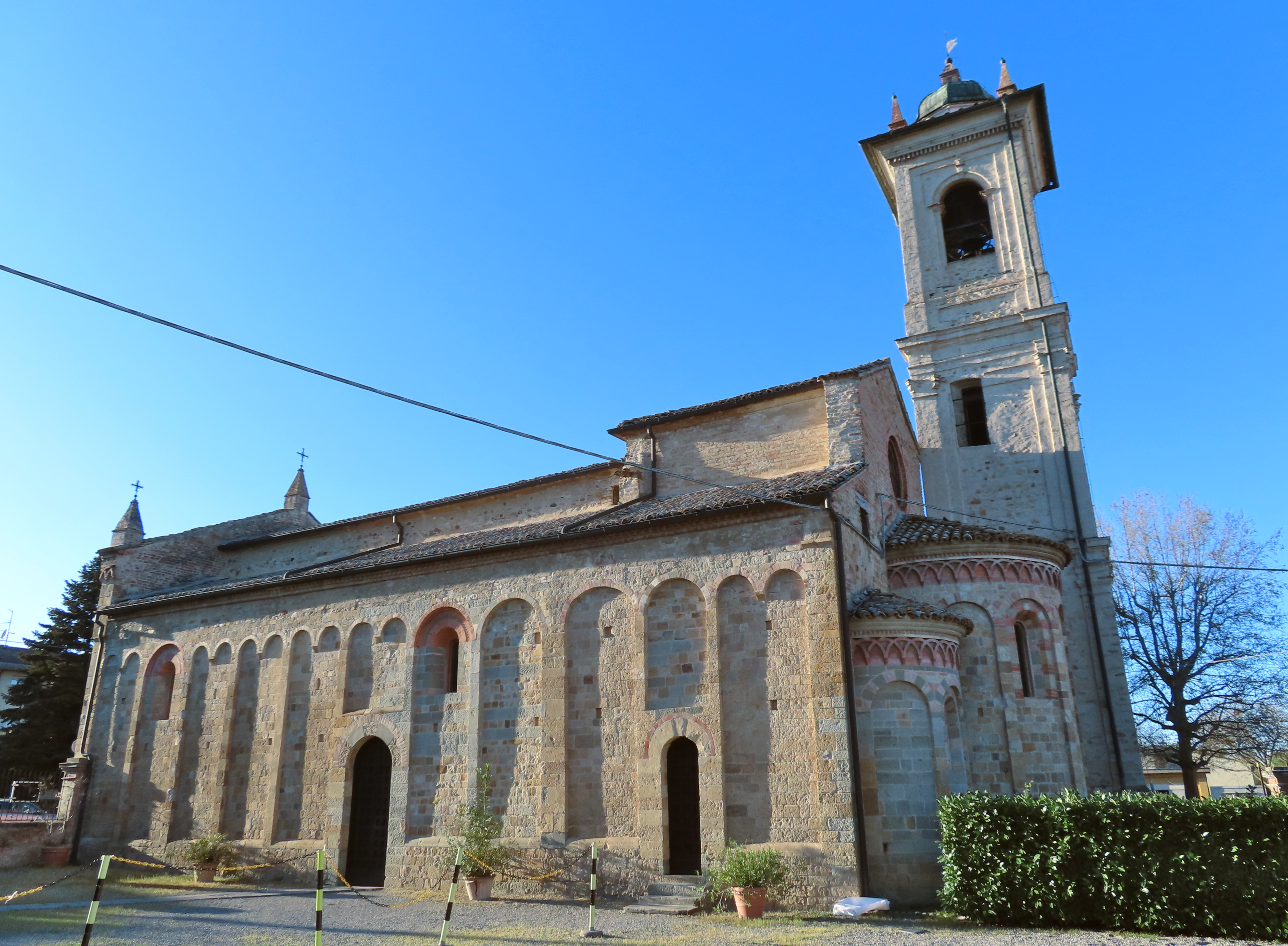
Absidi e lato sud

La pieve si sviluppa su una pianta a tre navate, con ingresso a ovest e presbiterio absidato a est; il campanile si innalza in corrispondenza dell'antica abside della navata sinistra.
La facciata a capanna, interamente rivestita in arenaria a fasce alternate di colorazione più scura e più chiara, è suddivisa verticalmente da lesene che si elevano su un basamento; al centro è collocato l'ampio portale d'accesso strombato, inquadrato da due piedritti e sormontato da una lunetta ad arco a tutto sesto; più in alto si apre l'ampio rosone strombato, delimitato da una larga cornice modanata in laterizio; in sommità si allungano una fascia ad archetti pensili e un motivo ad archetti intrecciati in cotto; a coronamento si ergono nel mezzo e alle due estremità tre guglie piramidali.
I fianchi, rivestiti a fasce in continuità con la facciata, sono scanditi da undici lesene collegate in sommità da una serie di archetti pensili; ogni lato è illuminato da tre monofore strombate ad arco a tutto sesto.

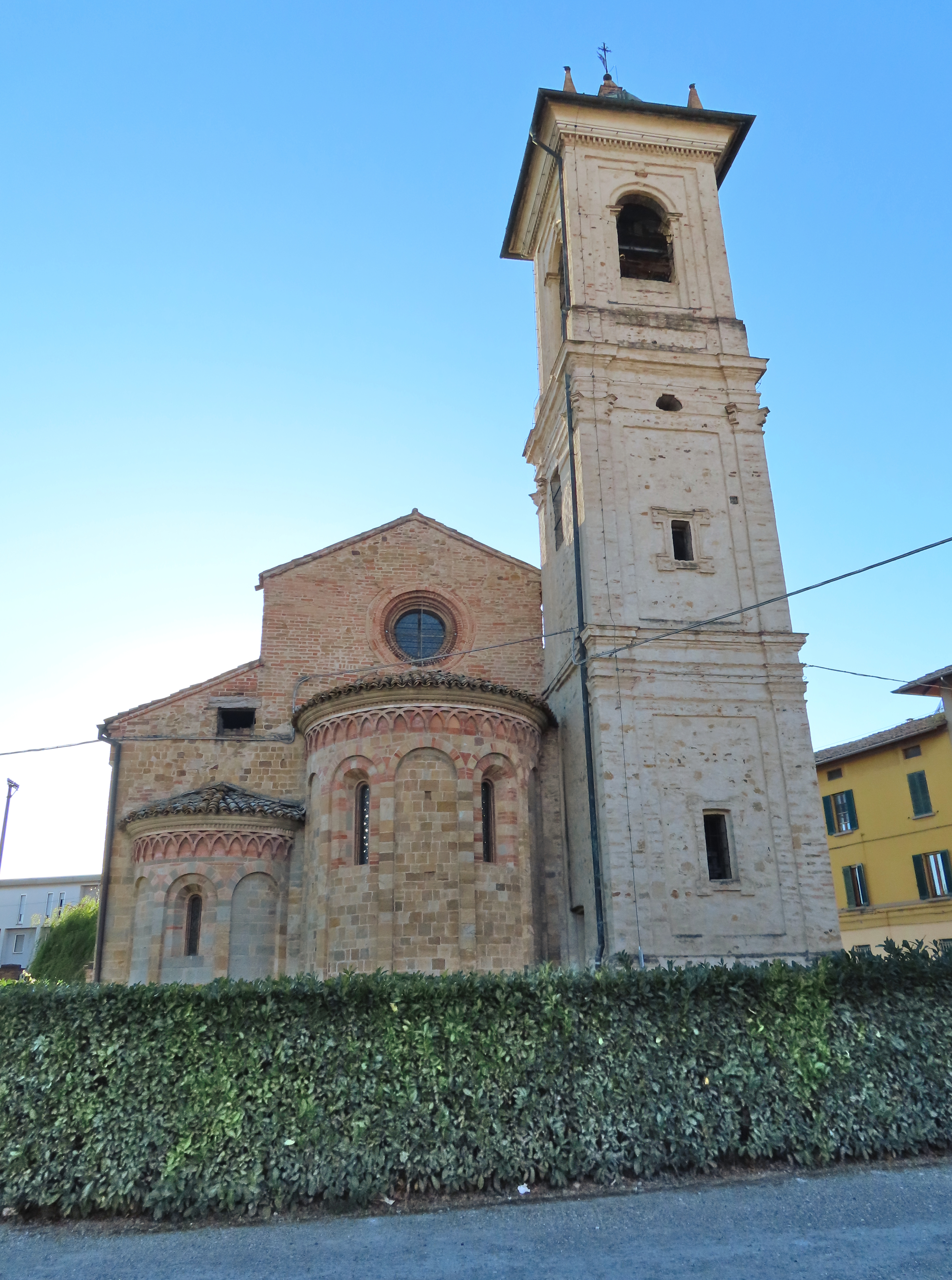
Absidi e campanile

Dal retro aggettano le due absidi della navata centrale e di quella laterale destra, scandite da lesene collegate da arcate a tutto sesto; in sommità si allungano dei motivi ad archetti intrecciati in cotto. In corrispondenza dell'abside sinistra, abbattuta nel 1688, si eleva su tre ordini decorati con lesene sugli spigoli il campanile barocco in laterizio; i due livelli inferiori sono illuminati da finestrelle rettangolari delimitate da cornici modanate in rilievo; la cella campanaria si affaccia sulle quattro fronti attraverso ampie monofore ad arco a tutto sesto, delimitate da lesene doriche; a coronamento si erge tra quattro pinnacoli una piccola cupola a base ottagonale rivestita in rame.
All'interno la navata centrale, coperta da una serie di volte a crociera intonacate, è suddivisa dalle laterali da tre pilastri a fascio medievali, rivestiti con un'alternanza di mattoni e pietre; i capitelli romanici in pietra, risalenti al XIII secolo, sono decorati con altorilievi, raffiguranti motivi vegetali e animali, tra cui tralci di vite, frutti, intrecci di foglie, vari uccelli, dragoni e serpenti, oltre a varie figure umane, tra le quali Adamo ed Eva cacciati dal Paradiso da un angelo. In controfacciata sopra al portale d'ingresso è collocata una lunetta in terracotta dipinta raffigurante un pellegrino, realizzata nel 1999 dallo scultore Stefano Volta.
Il presbiterio medievale, lievemente sopraelevato, è chiuso superiormente da una volta a crociera costolonata databile alla fine del XV secolo; al centro è collocato l'altare maggiore del 1998 in granito bianco di Montorfano, mentre su un fianco si trova l'ambone coevo dello stesso materiale; sul fondo l'abside, illuminata da due monofore laterali ad arco a tutto sesto, accoglie un crocifisso in smalto del 1994; sulla destra, sull'arco sono visibili alcuni lacerti di affreschi risalenti al XIV o XV secolo.
Al termine della navata destra l'absidiola accoglie il tabernacolo in pietra scolpita.
L'elemento di maggior pregio è il fonte battesimale, che, realizzato tra la fine del XII secolo e l'inizio del XIII, è posizionato su un piedistallo nella prima campata della navata sinistra; costituito da un blocco unico in marmo cipollino giallo, presenta una serie di altorilievi, raffiguranti cinque persone in processione, che alludono alla cerimonia del sabato santo; vi si trovano le rappresentazioni di due uomini con ceri pasquali, un sacerdote in atto di benedizione affiancato da un assistente che regge il Vangelo e infine un chierico che sostiene un turibolo e una croce astile.
La chiesa conserva altre opere di rilievo, tra cui un confessionale intagliato forse da Francesco Adorni tra il 1720 e il 1730, una statua tardo-seicentesca in legno raffigurante San Geminiano, una coeva cornice e alcuni paramenti sacri settecenteschi.